# Ga Nông Sơn
Ga Nông Sơn là một nhà ga xe lửa tại xã Điện Phước, thị xã Điện Bàn, tỉnh Quảng Nam. Nhà ga là một điểm trên tuyến đường sắt Bắc Nam tiếp nối sau ga Lệ Trạch (thành phố Đà Nẵng) và trước ga Trà Kiệu. Lý trình ga: Km 813 + 630.